# Maypacius christophei
Maypacius christophei là một loài nhện trong họ Pisauridae.
Loài này thuộc chi Maypacius. Maypacius christophei được miêu tả năm 1975 bởi Blandin.